# Martine
För andra betydelser, se Martine (olika betydelser).

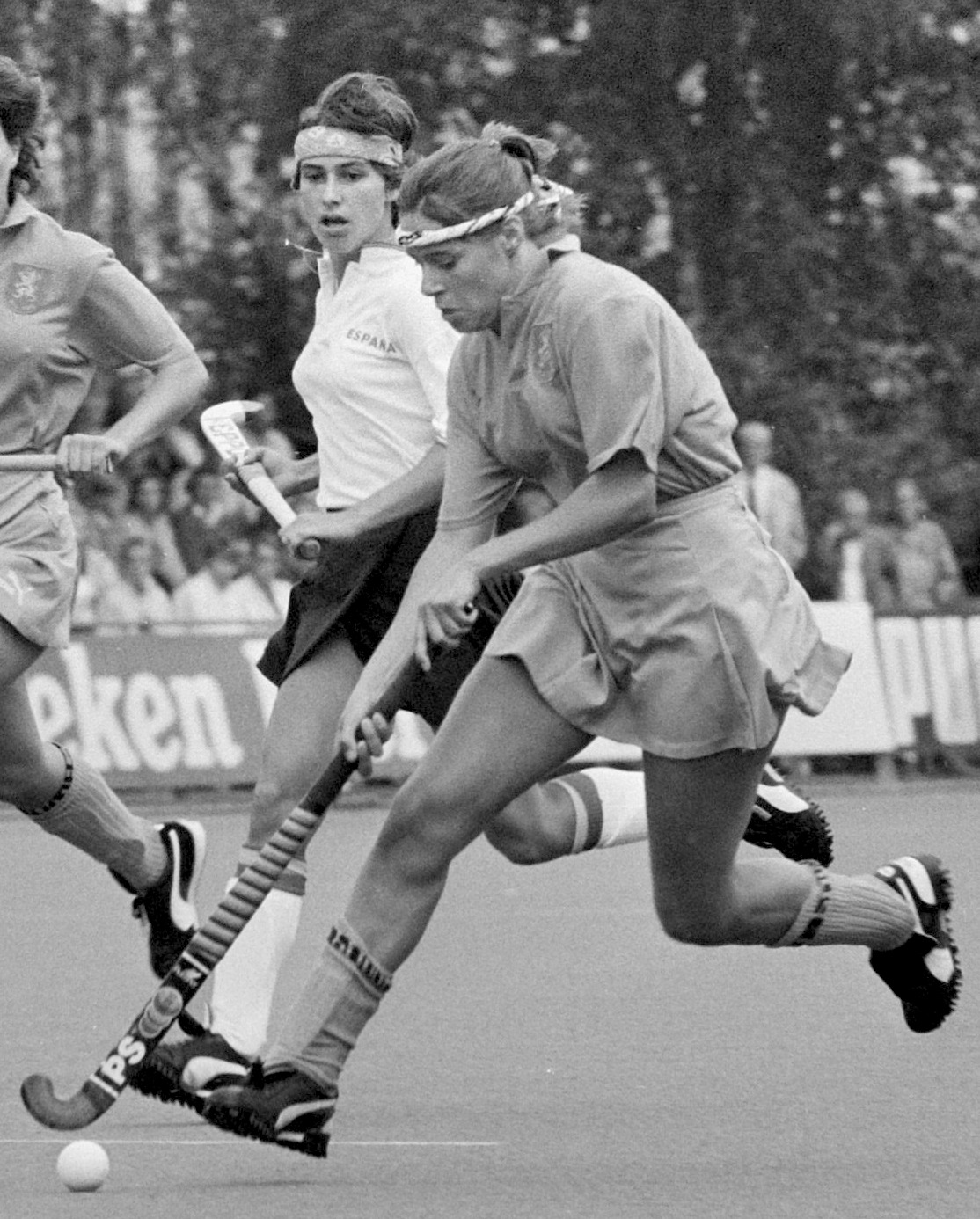
Martine Ohr, 1986.

Martine är ett kvinnonamn. Det är fransk form av Martina och en kvinnlig form av Martin. Det förekommer också som efternamn och ingår i franskspråkiga geografiska namn.

## Kvinnor med förnamnet Martine (urval)
- Sainte Martine (död 228), fransk namnform för Martina (helgon), romersk martyr

- Martine Aubry (född 1950), fransk politiker
- Martine Bertereau (1600–1641), fransk gruvägare och mineralog
- Marie Martine Bonfils (1731–1804), dansk affärsidkare
- Martine Carol (1920–1967), fransk skådespelare
- Martine Ek Hagen (född 1991), norsk längdåkare
- Martine McCutcheon (född 1976), brittisk sångerska, skådespelare och TV-personlighet
- Martine Ohr (född 1964), nederländsk landhockeyspelare
- Martine Reicherts  (född 1957), luxemburgsk ämbetsman